# 尼堪外兰
尼堪外兰（转写：nikan wailan，？—1587年），又作尼康外郎，建州左卫苏克苏浒河部图伦城主，明朝末期女真领袖之一。

## 生平
尼堪外兰开始是塔克世的属下。建州豪强王杲被杀后，其子阿台为报父仇辗转逃回古勒寨以图东山再起。1583年，辽东总兵李成梁以“阿台未擒，终为祸本”为由督兵攻打古勒寨。
建州女真苏克苏浒河部的图伦城主尼堪外兰，为讨好李成梁并借机壮大本部势力，便跟隨随其出征古勒城。尼堪外兰主动出面诱骗古勒城守軍投降。他谎称只要阿台肯投降就可以免死。在阿台放松警惕之时，李成梁趁机攻克古勒城。此役不仅阿台被杀，帮助明朝做说客的努爾哈赤的祖父和父亲，建州左卫指挥使觉昌安和塔克世也在尼堪外兰的诱导遭明军错杀。因此，努尔哈赤视尼堪外蘭为杀祖、父之仇人，并且此恨也成为日后努尔哈赤讨明檄文“七大恨”之第一大恨。
不久，明朝承认错杀觉昌安和塔克世，封努尔哈赤为二品龙虎将军，复给都督敕书，得以承袭建州左卫指挥使。1584年，努尔哈赤为报父祖被杀之仇，趁夜突袭图伦城。尼堪外兰不敌，败逃至嘉班、鹅尔浑。努尔哈赤攻占图伦城。1587年，努尔哈赤发兵攻打鹅尔浑，尼堪外兰败逃至明朝领地，但被李成梁押还给努尔哈赤。随即被处决。